# サントリー地域文化賞
サントリー地域文化賞（サントリーちいきぶんかしょう）
は、全国各地で展開されている芸術、文学、伝統の保存・継承、衣食住での文化創出、環境美化、国際交流などの活動を通じて、地域の文化向上と活性化に貢献した個人、団体に、毎年贈呈される賞である。創設は1979年。以来、全国すべての都道府県に受賞者があり、2015年度までの総数は199件に達した。

## 概要
地域文化の発展に貢献した個人または団体を顕彰。

## 選考方法
全国各地の新聞社とNHKに候補の推薦を依頼し、書面審査のあと現地調査した結果に基づく。

## 正賞・副賞
- 正賞として楯
- 副賞として200万円

原則として全国から毎年5件の活動を選定する。

## 歴代受賞者
- 地域別受賞者一覧